# Петрожицька Дар'я Сергіївна
Дар'я Сергіївна Петрожицька, до шлюбу Гончар (нар. 31 травня 1991, Чернігів, Українська РСР) — українська акторка театру і кіно, співачка, телеведуча.
Заслужена артистка України.

## Походження та навчання
Дар'я Гончар народилася 31 травня 1991 року. Після закінчення загальноосвітньої школи у 2008 році вступила до Київського національного університету театру, кіно і телебачення імені Івана Карпенка-Карого, який закінчила у 2012 році за спеціальністю «актор театру в кіно». Навчалась у творчій майстерні народного артиста України Олега Шаварського.

## Творчість
Після закінчення театрального закладу у 2012 році почала працювати в Київському академічному театрі юного глядача на Липках.

### Ролі в театрі
- Вишневий сад — Дуняша
- Лісова пісня — Русалка водяна
- Добрий Хортон — Місіс Мейзі
- Чарівні сабінянки — Кунегунда
- Меланхолійний вальс — Софія, музикантка
- Шиндай — Віра
- Роман доктора — Анюта, його дівчина
- Кицин дім — Граки
- Ноєв ковчег — Голубка
- Жила собі Сироїжка — Поганка друга
- Мольєріана — Пані Легільон (Люсіль «Дивакуватий Журден»)
- Принц і Принцеса — Фрейліни
- Дванадцять місяців — Городяни, Придворні
- Ревізор — Марія Антонівна
- Сильні Слабкі жінки— Светка
- Серцеїдки— П'єретта
- Про що мріють жінки— Софі
- Зіркові пристрасті— Белінда
- Третій Зайвий — Рейчел

### Ролі в кіно
- 2024 — Якщо чесно
- 2024 — Дві сестри — Олександра (головна роль)
- 2024 — Будиночок на щастя—Маша
- 2023 — Встигнути до 30 — Іра
- 2023 — Табун — Катерина, військова (головна роль)
- 2021 — Бурштинові копи — Анна
- 2021 — Свати 7 — Віра Миколаївна, вчителька Маші Будько
- 2021 — Папік 2 — Ліза
- 2020 — Побачення в Вегасі — стюардеса
- 2020 — Мишоловка для кота — Наташа
- 2020 — Відважні — Уляна Біляк
- 2019 — Папік — Ліза (головна роль)[2]
- 2019 — Нічний швидкий — Таня (головна роль)[3][4]
- 2019 — Міраж — Ліза
- 2019 — Місто закоханих — Наташа
- 2019 — Брати по крові — дівчина в клубі (1 сезон, 2 серія)
- 2019 — Голос янгола
- 2018 — Я подарую тобі світанок — журналістка
- 2018 — Заряджені — Катя
- 2018 — Людина без серця — Лєна, адміністраторка клініки
- 2018 — Останній бій — Аня
- 2018 — Пес-4 — Карина Понаровська, донька Артура
- 2018 — Зникнення (20-та серія)
- 2017 — Конвой — епізод
- 2017 — Кафе на Садовій — Катя Черданцева, офіціантка
- 2017 — Жіночий лікар-3 — Віра Крилова, цитогенетикиня
- 2016 — Чорна квітка — епізод
- 2016 — Громадянин Ніхто — епізод
- 2014 — Одного разу під Полтавою — Аліса
- 2013 — Жіночий лікар-2 — Тамара Токарєва
- 2013 — Тільки мій (21-ша серія)

### Телевізійні проєкти
- 2025 — Я люблю Україну (Телеканал ТЕТ)